# Heroldsbaai
Heroldsbaai è una località costiera sudafricana situata nella municipalità distrettuale di Eden nella provincia del Capo Occidentale.
Prende il nome dal primo ministro della Chiesa riformata olandese di George, Tobias Johannes Herold, in carica dal 1812 al 1823).

## Geografia fisica
Il piccolo centro è una località balneare situata ad ovest della foce del fiume Malgas a circa 24 chilometri a sud-ovest della città di George.